# La Chapelle-Saint-Rémy
La Chapelle-Saint-Rémy ist eine französische Gemeinde mit 998 Einwohnern (Stand: 1. Januar 2022) im Arrondissement Mamers im Département Sarthe in der Region Pays de la Loire. La Chapelle-Saint-Rémy gehört zum Kanton La Ferté-Bernard (bis 2015: Kanton Tuffé) und zum Gemeindeverband Communauté de communes du Pays de l’Huisne Sarthoise. Die Einwohner werden Capellorémyens genannt.

## Geographie
La Chapelle-Saint-Rémy liegt etwa 27 Kilometer ostnordöstlich von Le Mans. Umgeben wird La Chapelle-Saint-Rémy von den Nachbargemeinden Prévelles im Norden, Tuffé Val de la Chéronne im Osten, Beillé im Südosten, Connerré im Süden, Lombron im Westen und Südwesten sowie Saint-Célerin im Nordwesten.
Durch den Süden der Gemeinde führt die Autoroute A11.

## Bevölkerungsentwicklung
| 1962                      | 1968 | 1975 | 1982 | 1990 | 1999 | 2006 | 2012 |
| ------------------------- | ---- | ---- | ---- | ---- | ---- | ---- | ---- |
| 803                       | 730  | 617  | 616  | 688  | 734  | 872  | 914  |
| Quelle: Cassini und INSEE |      |      |      |      |      |      |      |

## Sehenswürdigkeiten
- Kirche Saint-Remi
- Schloss Courvelain aus dem 18. Jahrhundert

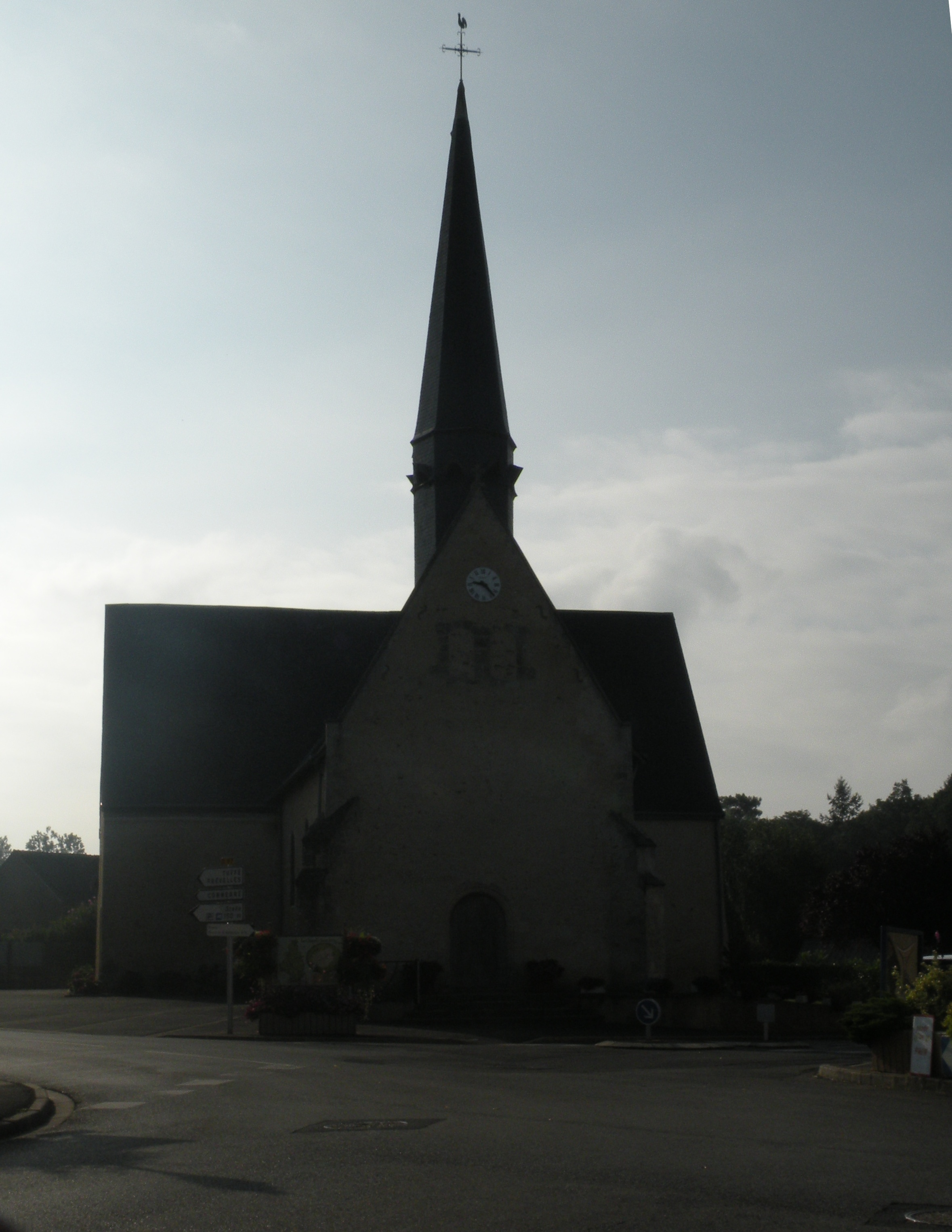
Kirche Saint-Remi